# Andusia
Andusia is een geslacht van vlinders van de familie Lecithoceridae.

## Soorten
- A. alternella Walker, 1866
- A. gemmellaformis (Omelko, 1988)